# Староостропільська сільська територіальна громада
Староостропільська сільська об'єднана територіальна громада — об'єднана територіальна громада в Україні, у Хмельницькому районі Хмельницької області. Адміністративний центр — село Старий Остропіль. Населення станом на 2021 рік складає 5223 особи.
Утворена після 14 січня 2020 року шляхом об'єднання Вишнопільської, Коржівської, Сербинівської, Ладигівської та Староостропільської сільських рад колишнього Старокостянтинівського району. За результатами Місцевих виборів 25 жовтня 2020 року головою громади обрано Соломіна Юрія Васильовича.

## Населені пункти
До складу громади входять 17 сіл: Вишнопіль, Малий Вишнопіль, Северини, Мартинівка, Чорна, Лісове, Шевченка, Коржівка, Махаринці, Сербинівка, Левківка, Йосипівка, Калинівка, Ладиги, Губин, Старий Остропіль та Райки.